# Genrikh Oganesjan
Genrikh Oganesjan (russisk: Ге́нрих (Оганес) Бардухимиосович Оганеся́н) (født 1. september 1918 i Moskva i det Russiske Kejserrige, død 2. december 1964 i Moskva i Sovjetunionen) var en sovjetisk filminstruktør og manuskriptforfatter.

## Filmografi
- Prikljutjenija Krosja (Приключения Кроша, 1961)[1][2]
- Tre plus to (Три плюс два, 1963)